# 琉球庄

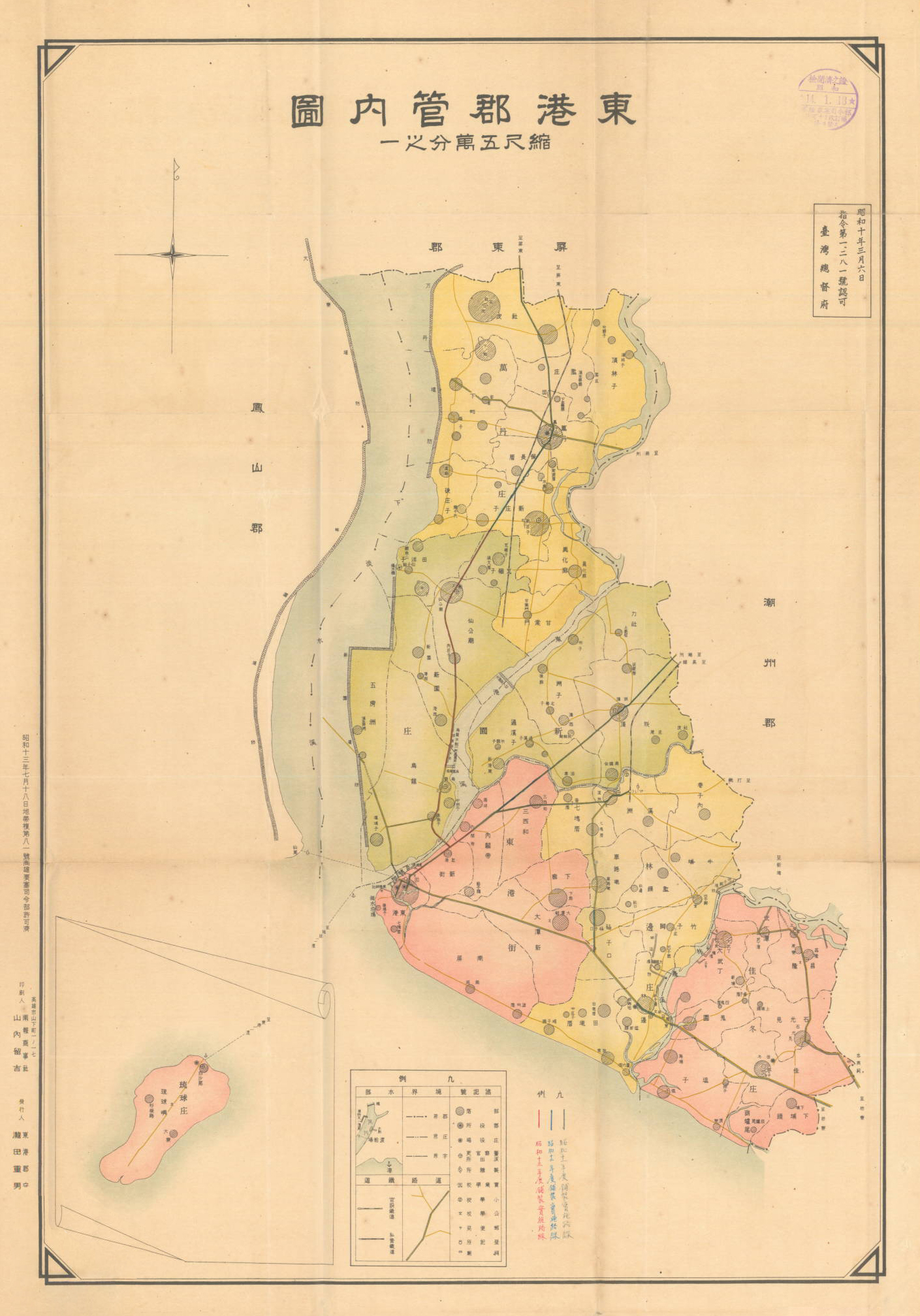
東港郡管內圖

琉球庄為臺灣日治時期1920年至1945年間存在之行政區，轄屬高雄州東港郡。今屏東縣琉球鄉。

## 行政區劃
琉球嶼在臺灣日治時期1897年5月隸屬於「鳳山縣東港辨務署」。1898年6月18日，鳳山縣被併入「臺南縣」。1900年11月15日，琉球嶼分為「琉球區」，下轄白沙尾庄、天臺庄、大藔庄，杉板路庄。1901年11月11日，臺灣的行政區劃改為二十廳，臺南縣被裁撤，阿猴、東港辨務署合併為阿猴廳，琉球嶼隸屬於「阿猴廳東港支廳」。1904年4月13日，阿猴廳將原有街庄整併，前述街庄合併為「琉球嶼」。1905年3月，阿猴廳改稱「阿緱廳」。琉球嶼在此時期的劃分如下：
- 琉球區：琉球嶼

1920年10月1日，原堡里鄉澚之行政區廢除，街庄社改為大字，琉球嶼改為高雄州東港郡琉球庄，轄域內分為琉球嶼1個大字。
二戰後，琉球庄改為高雄縣東港區琉球鄉。1950年，改為「屏東縣琉球鄉」。
| 1900年 | 1900年 | 1900年                             | 1920年 | 1920年 | 現在   |
| 堡里   | 區     | 街庄社                             | 街庄   | 大字   | 鄉鎮   |
| ------ | ------ | ---------------------------------- | ------ | ------ | ------ |
| 琉球嶼 | 琉球區 | 白沙尾庄、天臺庄、大藔庄，杉板路庄 | 琉球庄 | 琉球嶼 | 琉球鄉 |

## 區、庄長
- 琉球區長
  - 林玉書：1910~1912年
  - 蔡鵠：1913~1917年
  - 林玉書：1918~1920年
- 琉球庄長
  - 林玉書：1920~1924年
  - 宇田薰：1925~1936年
  - 儀間正良：1937~1941年
  - 宇田薰：1942~1945年[4]

## 設施
- 琉球庄役場
- 琉球公學校→琉球國民學校（今琉球國小）
- 琉球信用組合（今琉球鄉農會）